# Kubra Noorzai
Kubra Noorzai (* 1932; † 1986 in Kabul, Afghanistan) war eine afghanische Politikerin. Sie war von 1965 bis 1969 die erste Frau im Amt des  Gesundheitsministers des Landes.

## Leben
Sie wurde in Kabul als eines von neun Kindern ihrer Eltern geboren. Ihre Schulbildung absolvierte sie im Lycee Malalai in Kabul. 
Danach absolvierte sie das College of Science an der Universität Kabul. Anschließend kehrte sie zum Lycée Malalaï zurück und wurde dessen Schulleiterin. 
Später leitete sie die Frauenfakultät der Universität Kabul. 
1958 zog sie nach Frankreich, wo sie ein Jahr an der Universität von Paris studierte. Sie arbeitete als Schulinspektorin für Mädchenschulen und war Direktorin des Feminine Charitable Institute in Kabul. Zudem war sie auch Dekanin des College of Home Economics. 
Noorzai, eine der führenden Feministinnen in Afghanistan, war eine der ersten Frauen, die in der Öffentlichkeit keinen Schleier mehr trugen. Sie trat als afghanische Delegierte bei der UNESCO und beim Treffen des Internationalen Frauenkongresses in Dublin auf. 
1964 berief König Mohammed Zahir Shah sie in einen beratenden Ausschuss, der den Verfassungsentwurf von 1964 überprüfen sollte. Dieser Entwurf diente dazu, Frauen das aktive und passive Wahlrecht einzuräumen. Nach den Wahlen von August bis September 1965 wurde sie am 1. Dezember 1965 von Premierminister Mohammad Haschim Maiwandwal zur ersten Gesundheitsministerin Afghanistans ernannt. Sie blieb bis 1969 im Amt. 
Als Direktorin des Fraueninstituts wurde sie 1977 unter der Herrschaft von Präsident Mohammed Daoud Khan in die Loya Jirga gewählt. Sie war nie verheiratet und blieb kinderlos. 1986 starb sie in ihrem Haus im Stadtteil Kārte Seh in Kabul.